# McCormick (Carolina del Sud)
McCormick è una città degli Stati Uniti d'America, situata nella Contea di McCormick nello Stato della Carolina del Sud.